# Elliott Sadler
Pour les articles homonymes, voir Sadler.
Statistiques en NASCAR Cup Series
Dernière mise à jour : 7 août 2013 
Elliott Sadler (né le 30 avril 1975 à Emporia, Virginie) est un pilote américain de NASCAR participant à la Xfinity Series. Il pilote la no 81 de la Joe Gibbs Racing.